# Klassefesten 3 - Dåben
Klassefesten 3 - Dåben er en dansk komediefilm fra 2016, instrueret af Birger Larsen og den har Nikolaj Kopernikus, Anders W. Berthelsen og Troels Lyby i hovedrollerne. Den er efterfølgeren til Klassefesten 2 - Begravelsen fra 2014.  

## Medvirkende
- Nicolaj Kopernikus som Niels
- Anders W. Berthelsen som Andreas
- Troels Lyby som Thomas
- Stephania Potalivo som Nina
- Therese Glahn som Hanne
- Nikolaj Steen som Christian
- Andrea Vagn Jensen som Jette
- Signe Skov som Lærke
- Iben Dorner som Vibeke
- Søren Thomsen som Axel
- Vincent Groos som Victor
- Jakob Fauerby som Morten

## Indspilning
Filmen begyndte sine optagelser i sommeren i august måned, og sluttede omkring oktober 2015
Den er optaget på Vallekilde Højskole i Hørve.  
Udover det, er scenen, hvor Niels, Andreas og Thomas er på vej ud til højskolen med Andreas far Axel på slæb i hestetraileren, laver de et kort stop for at skifte Axels ble. Den lille korte scene er optaget i Risby 2620 på Ledøjevej, ved en indkørsel, der er belagt med grus, ved Vikingelandsbyen.        